# Saint-Paul-la-Roche
Saint-Paul-la-Roche é uma comuna francesa na região administrativa da Nova Aquitânia, no departamento Dordonha. Estende-se por uma área de 39,64 km². Em 2010 a comuna tinha 521 habitantes (densidade: 13,1 hab./km²).